# Национальный университет Дунхуа

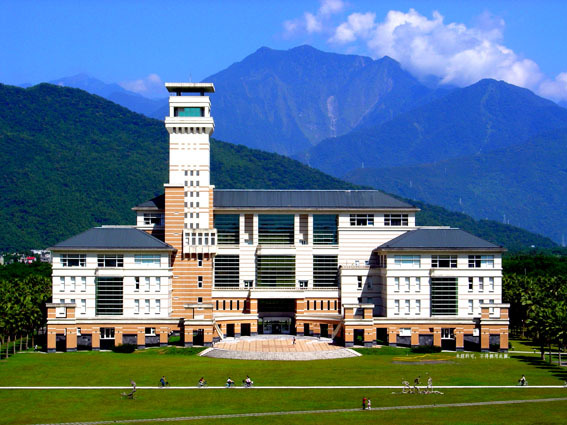
Библиотека Национальный университет Дунхуа

Национальный университет Дунхуа (англ. National Dong Hwa University, NDHU, кит. 國立東華大學, сокращённо «東華») — государственный исследовательский университет, расположенный в уезде Хуалянь, Тайвань. NDHU, основанный в 1994 году, считается исследовательским университетом с высоким потенциалом и самым престижным университетом в Восточном Тайване по версии Liberty Times, THE, QS, US News. Университет предлагает широкий спектр дисциплин, включая естественные науки, инженерию, информатику, исследования окружающей среды, право, искусство, дизайн, гуманитарные науки, социальные науки, педагогические науки, морские науки, музыку и бизнес.
NDHU известен своей либеральной атмосферой и строгими академическими знаниями. Он состоит из восьми колледжей, 38 академических отделов и 56 институтов последипломного образования, в которых обучается около 10 000 студентов и аспирантов, а также более 1000 иностранных студентов, получающих учёные степени и участвующих в программах обмена. Библиотека NDHU насчитывает более двух миллионов томов и является восьмой по величине академической библиотекой Тайваня. Главный кампус университета расположен в Шоуфэне, в северной части округа Хуалянь. В главном кампусе площадью 251 га (620 акров) расположены почти все колледжи и научно-исследовательские институты, кроме Колледжа морских наук, который совместно основан в Национальном музее морской биологии и аквариуме.
В 2021 году NDHU вошёл в число 10 % лучших университетов Тайваня по версии THE, QS, US News и стал лидером в области компьютерных наук, электротехники и электроники, гостиничного и туристического менеджмента на Тайване по версии THE и Шанхайского рейтинга.

## История

### Основание
Национальный университет Дунхуа был основан в 1994 году в Шоуфэне. Будучи первым университетом, созданным после полной демократизации Тайваня, NDHU выбрал девиз «Свобода, демократия, творчество, превосходство» в качестве выражения своего основополагающего духа, чтобы отразить знаменательное время основания университета. Создание NDHU привлекло многих известных тайваньских учёных, а именно профессоров, заведующих кафедрой или проректоров в университетах США для работы в NDHU, таких как Ян Му, заслуженный профессор сравнительного литературоведения Вашингтонского университета, Му Цунг-Цанн, проректор Университета штата Калифорния в Лос-Анджелесе, Чэн Чжи-Мин, профессор экономики Технологического института Джорджии, и Чиао Чиен, профессор антропологии Индианского университета в Блумингтоне.
NDHU был первым университетом на Тайване, предложившим степень магистра в области экологической политики, управления отдыхом и туризмом, управления природными ресурсами, этнических отношений и культур, искусства коренных народов, развития коренных народов, творческого письма, глобального управления логистикой. В 2000 году NDHU основал первый Колледж изучения коренных народов на Тайване, который обычно считается ведущим учебным заведением по изучению коренных народов в Азии.
В 2005 году NDHU заключил академическое партнерство с Национальным музеем морской биологии и аквариумом (NMMBA), наиболее известным учреждением, занимающимся общественным образованием и исследованиями в области морской биологии на Тайване, для совместного создания Колледжа морских наук и Высшего морского института. Биология в национальном парке Кэньдин, Чэчэн в уезде Пиндун.

### Национальный Хуаляньский педагогический университет (1947—2008)
Национальный Хуаляньский педагогический университет (широко известный как Хуаши; 花師) был основан в 1947 году в городе Хуалянь уезда Хуалянь, как Тайваньская провинциальная педагогическая школа Хуаляня. В 1949 году Хуаши основал дочернюю начальную школу Тайваньской провинциальной нормальной школы Хуалянь, чтобы обеспечить тренировочную площадку для учеников школы.
В связи с быстро растущим спросом на учителей, работающих в сфере обязательного образования, школа была переименована в Хуаляньский младший педагогический колледж Тайваньской провинции в 1964 году, в Национальный Хуаляньский педагогический колледж в 1987 году и получила статус университета в 2005 году. Хуаши был первым учебным заведением на Тайване, предложившим степень магистра и доктора наук в области поликультурного образования, и одним из четырёх учебных заведений на Тайване, предложившим степень магистра и доктора наук в области естественнонаучного образования.
До слияния с NDHU Хуаши заработал репутацию одного из ведущих и самых престижных учебных заведений в области педагогического образования на Тайване. Он воспитал много известных выпускников, многие из которых являются отличными педагогами, преподающими в ведущих учебных заведениях Тайваня, таких как Цай Пинг-кун, директор Тайбэйской муниципальной средней школы Цзяньго, и Тан Чжи-Мин, основатель Директор дочерней старшей школы Национального университета Чэнчи.

### Национальный университет Дунхуа
В 2008 году при поддержке Министерства образования в размере 2,5 миллиарда долларов Национальный университет Дунхуа объединился с Национальным педагогическим университетом Хуаляня в университет с 5-м по величине набором дисциплин на Тайване и переименовал недавно интегрированный Педагогический колледж в Педагогический колледж Хуа-Ши.
NDHU учредил Колледж искусств как первую академию художеств на востоке Тайваня и Колледж экологических исследований как первый колледж на Тайване, посвящённый устойчивому развитию и управлению окружающей средой в междисциплинарном подходе.
В юбилейный день 2020 года NDHU подписывает первую «Приверженность целям устойчивого развития» среди университетов Тайваня, чтобы объявить о своей решимости к устойчивому миру.
Полностью интегрированный NDHU укрепил свою репутацию во многих дисциплинах и престиж в Восточном Тайване, что нашло отражение в его рейтингах и других наградах.

## Кампусы
Три кампуса Национального университета Дунхуа находятся в живописных местах.

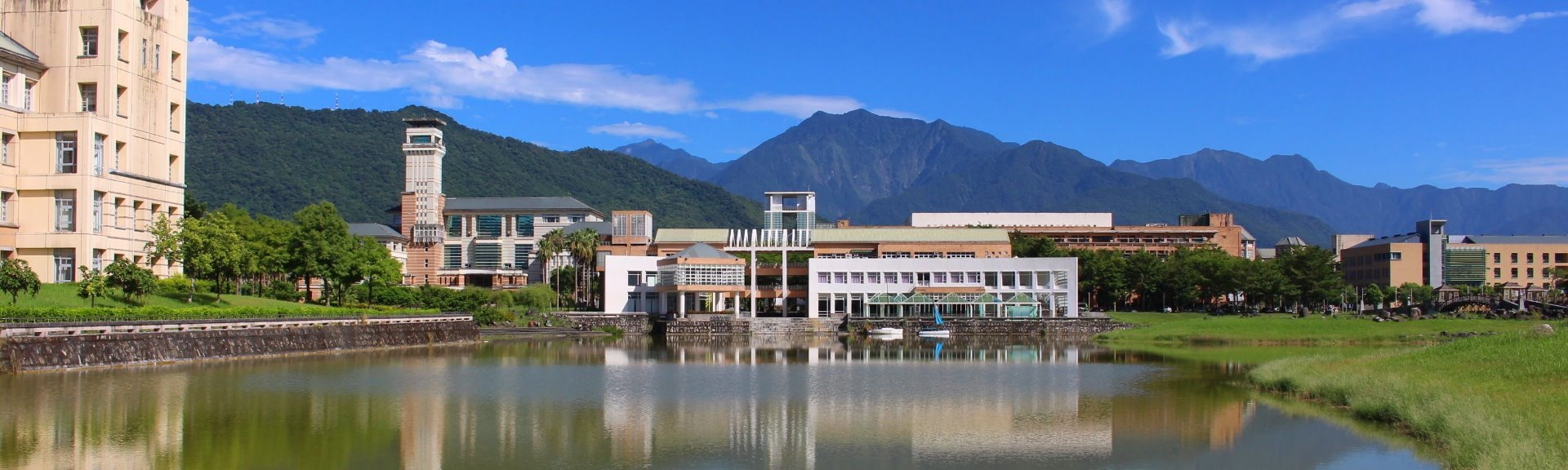
Вид на кампус Национального университета Дун-Ва

### Шоуфэнь
Главный кампус NDHU, Shoufeng Campus, расположен в сельской волости Шоуфэне, Хуалянь. Он расположен на аллювиальной равнине Папайя-Крик в Восточной рифтовой долине, окружённой Центральным горным хребтом и Прибрежным горным хребтом, примерно в 35 км к югу от национального парка Тароко, в 15 км к югу от города Хуалянь и к северу от тропика Рака.
Кампус NDHU площадью 251 гектар (620 акров) является крупнейшим на Тайване университетским городком на равнинной местности, спроектированным в постмодернистском стиле Чарльзом Муром, деканом Йельской школы архитектуры.

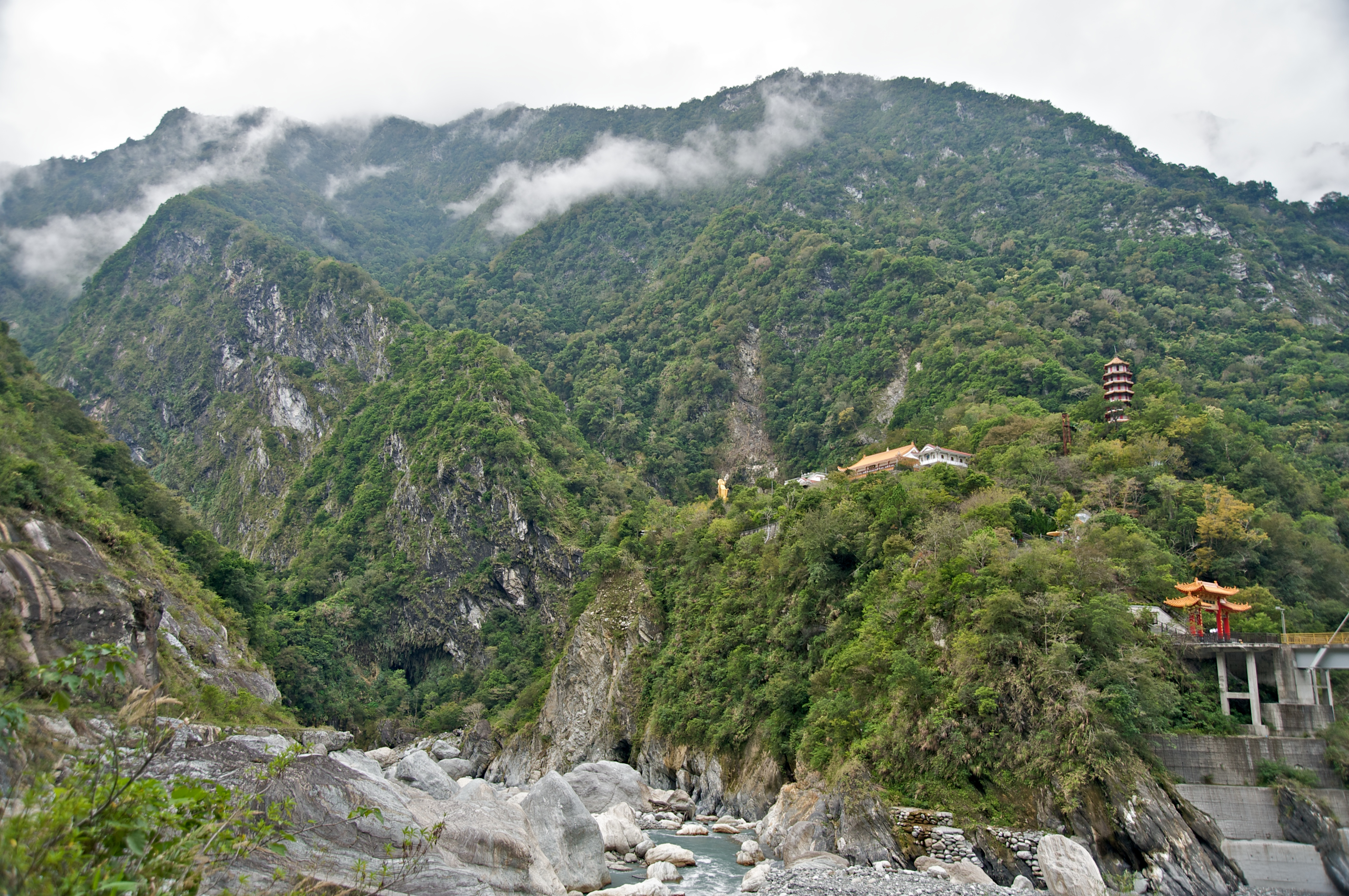
Национальный парк Тароко

Кампус Shoufeng славится своей самобытной архитектурой и природным окружением. Академическая зона находится в центре кампуса и включает библиотеку, художественный музей, концертный зал, художественную мастерскую, а также учебные и исследовательские здания. Концертный зал NDHU в Колледже искусств — крупнейший зал исполнительских искусств на востоке Тайваня.
Два спальных корпуса примыкают к учебной зоне, один с востока, другой с запада. Академическую зону окружают спортивные сооружения, включая стадион, бассейны, спортивную площадку, бейсбольное поле, баскетбольную площадку, теннисный корт, волейбольную площадку, каяк и объекты для Project Adventure.
В 2016 году NDHU запускает проект солнечного университета, строя первую партию фотоэлектрических солнечных панелей на крыше. По состоянию на 2021 год солнечная энергия покрывает 40 % годового потребления электроэнергии NDHU, что является лучшим показателем, достигнутым среди университетов Тайваня.

### Мэйлунь

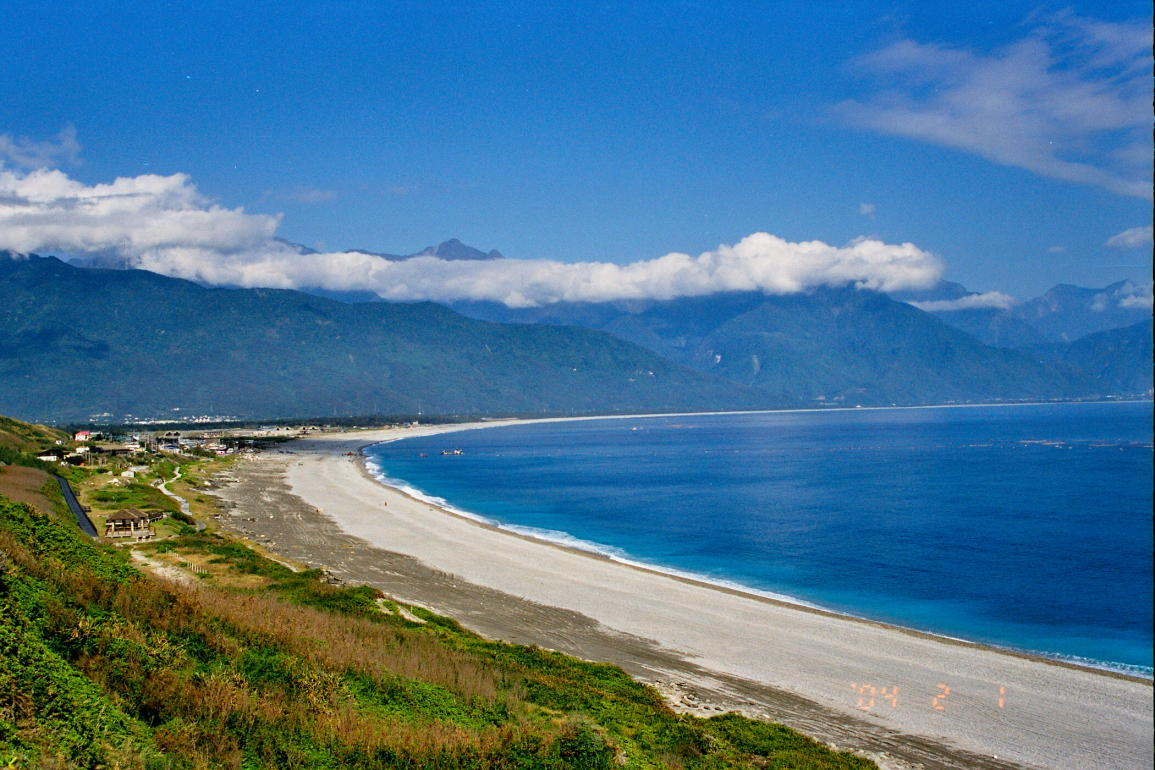
Пляж Цисинтань

Кампус Мэйлунь был главным кампусом Национального педагогического университета Хуаляня до того, как тот был объединён с NDHU. Кампус площадью 12,26 гектара (30,3 акра) расположен в районе Мэйлунь города Хуалянь, недалеко от пляжа Цисинтань на берегу Тихого океана. В 2020 году NDHU сотрудничал с Ли Юэн-Чэном, основателем Бостонского международного экспериментального образовательного учреждения и выпускником NDHU, чтобы основать первую международную школу на территории кампуса, а именно Hualien International School.

### Пиндун

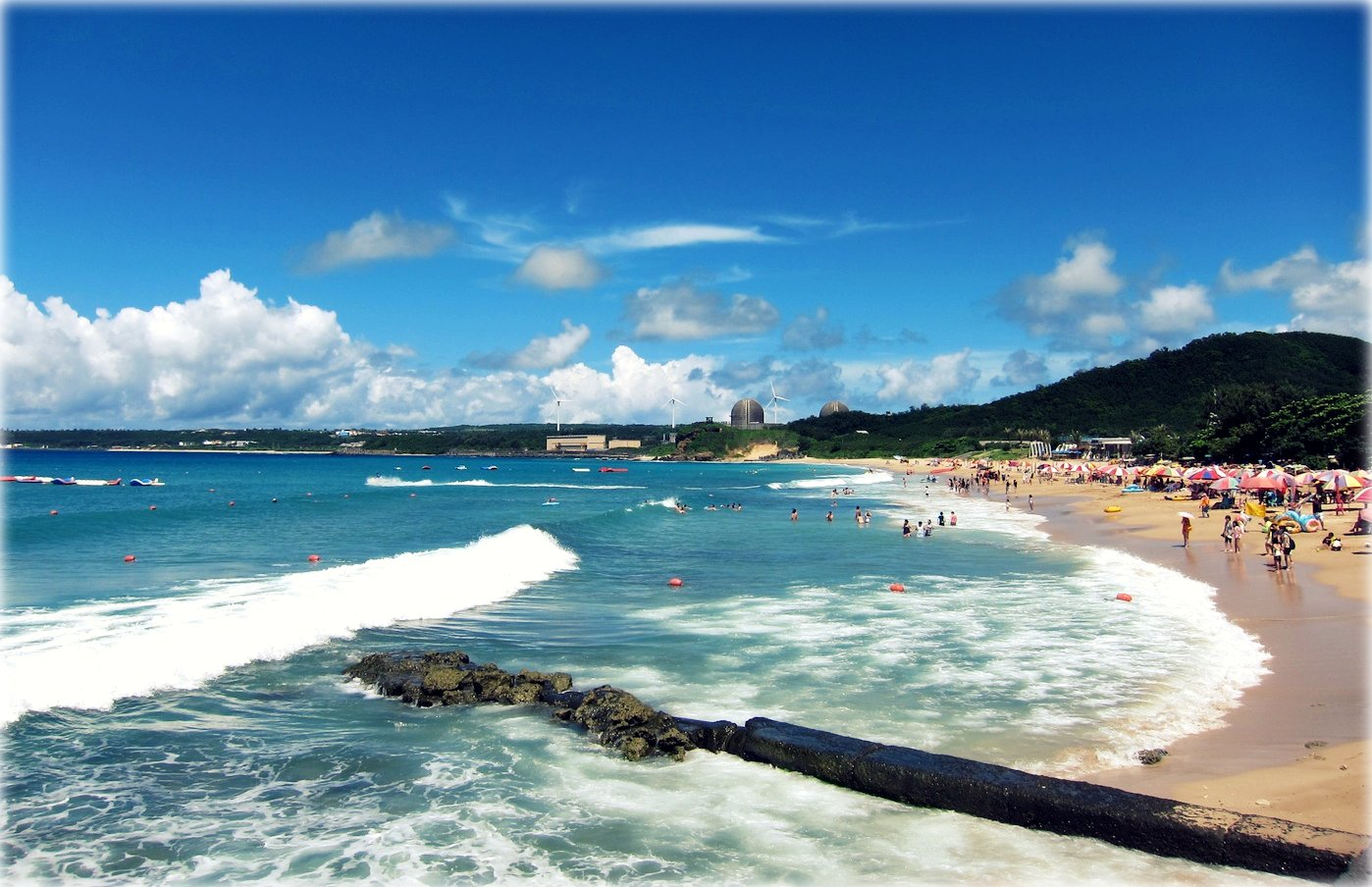
Пляжи национального парка Кэньдин

Колледж морских наук NDHU расположен в Национальном музее морской биологии и аквариуме (NMMBA) в городке Чеченг в округе Пиндун, а именно в национальном парке Кэньдин и обращен к Тайваньскому проливу на западе.

## Академическая организация
NDHU обслуживает более 10 000 студентов и присуждает степени бакалавра, магистра и доктора в самых разных областях. Университет состоит из 39 кафедр и 56 институтов последипломного образования; 8 колледжей и более 70 исследовательских центров. В его состав входят Колледж гуманитарных и социальных наук (CHASS), Колледж науки и техники (CSAE), Колледж менеджмента (CMGT), Педагогический колледж Хуа-Ши (HSCE), Колледж искусств (ARTS), Колледж изучения коренных народов (CIS), Колледж экологических исследований (CES) и Колледж морских наук (CMS).

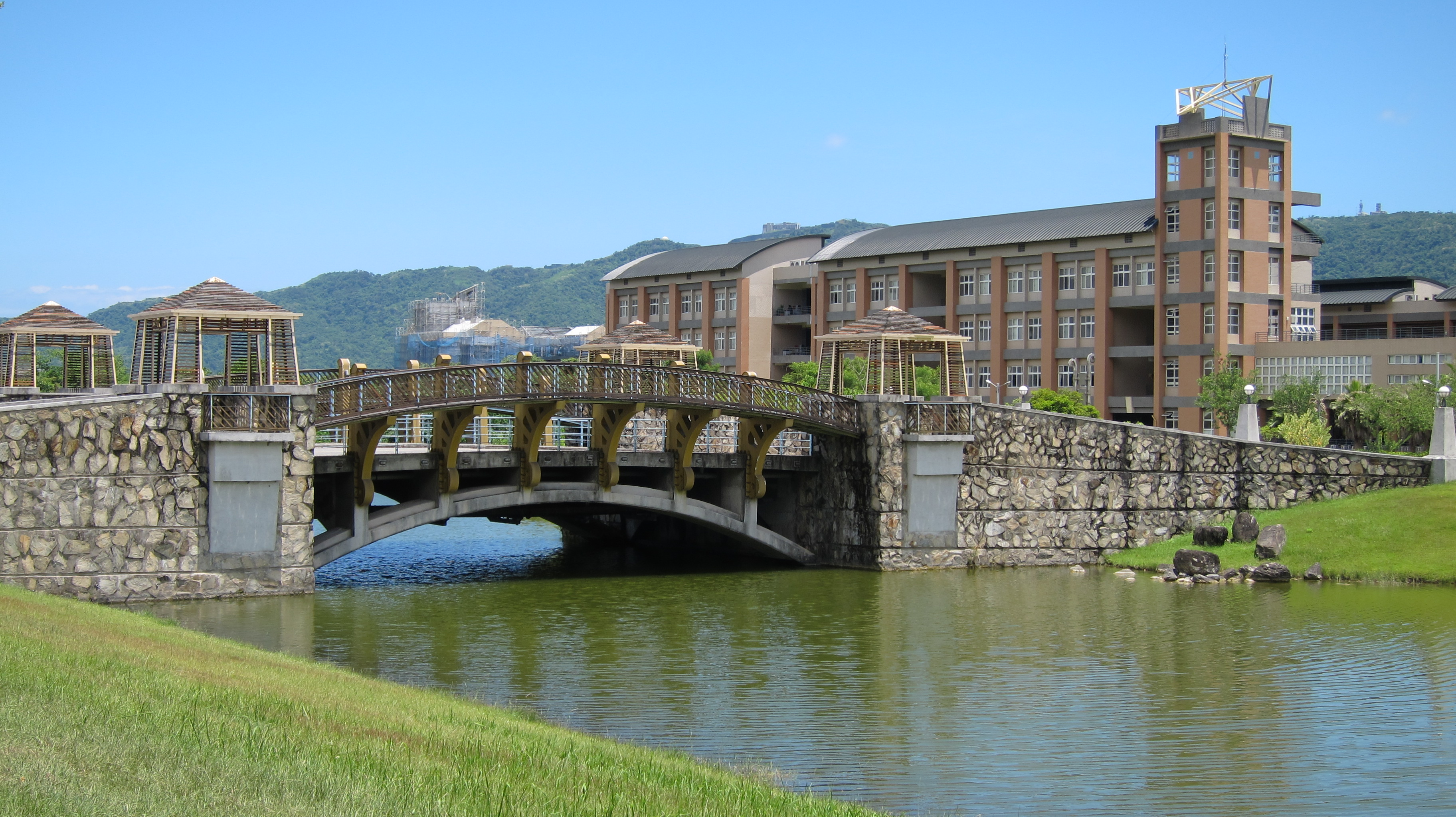
Мост через озеро Донг
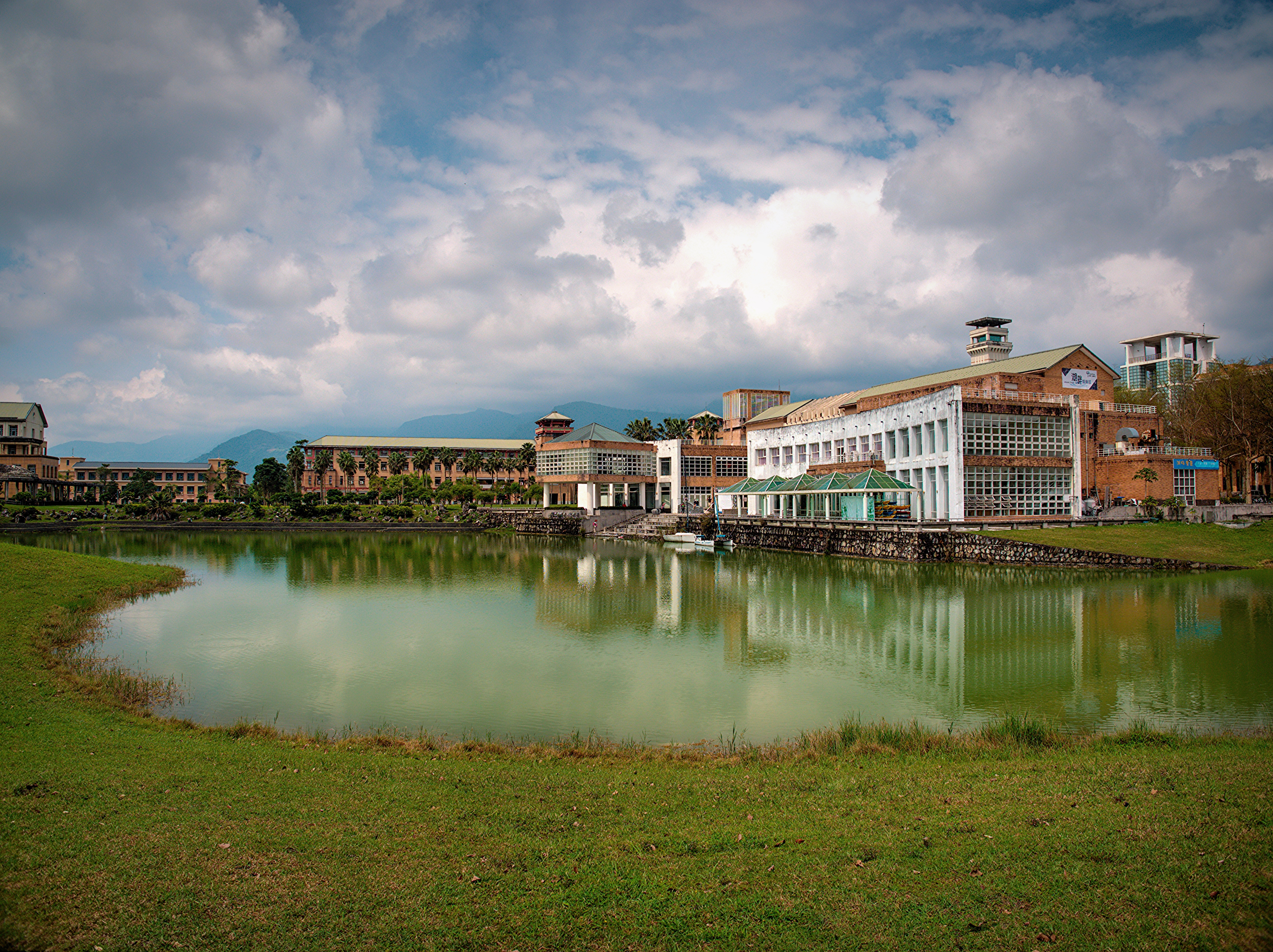
Ресторан на берегу озера

### Колледж гуманитарных и социальных наук

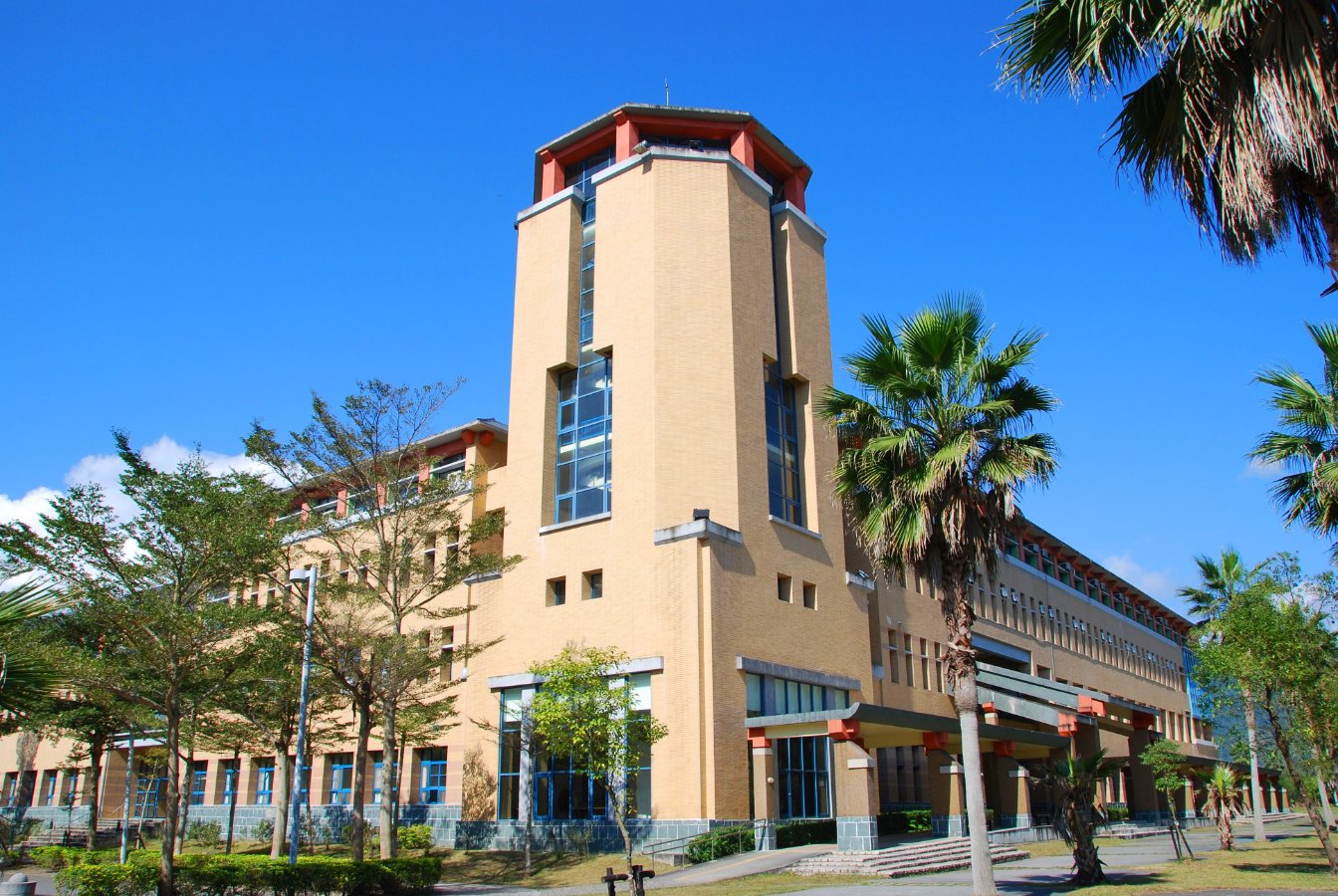
Колледж гуманитарных и социальных наук NDHU, корпус II

Колледж гуманитарных и социальных наук NDHU (CHASS) был основан Ян Му, почётным профессором Вашингтонского университета и деканом-основателем Гонконгского университета науки и технологий. CHASS поддерживает междисциплинарное академическое обучение и исследования в таких областях, как право, экономика, история, социология, психология, тайваньские и региональные исследования, государственное управление, творческое письмо, синофонная литература, китайская классическая литература, английская литература.
M.F.A. NDHU в области творческого письма была первой и наиболее признанной программой MFA в китайскоязычном мире, которая взрастила многие новые выдающиеся литературные таланты на Тайване.
Колледж предлагает четыре программы PhD, Ph.D. в преподавании китайского языка как второго (TCASL), Ph.D. в Азиатско-Тихоокеанских региональных исследованиях (APRS), Ph.D. по экономике и Ph.D. в китайской литературе и имеет более 10 исследовательских центров. Исследовательский центр Европейского Союза (EURC) финансируется Европейским союзом (ЕС) и одним из семи университетских центров, связанных с Центром Европейского Союза на Тайване (EUTW), для содействия академическому обмену между Восточным Тайванем и ЕС.

### Колледж науки и техники

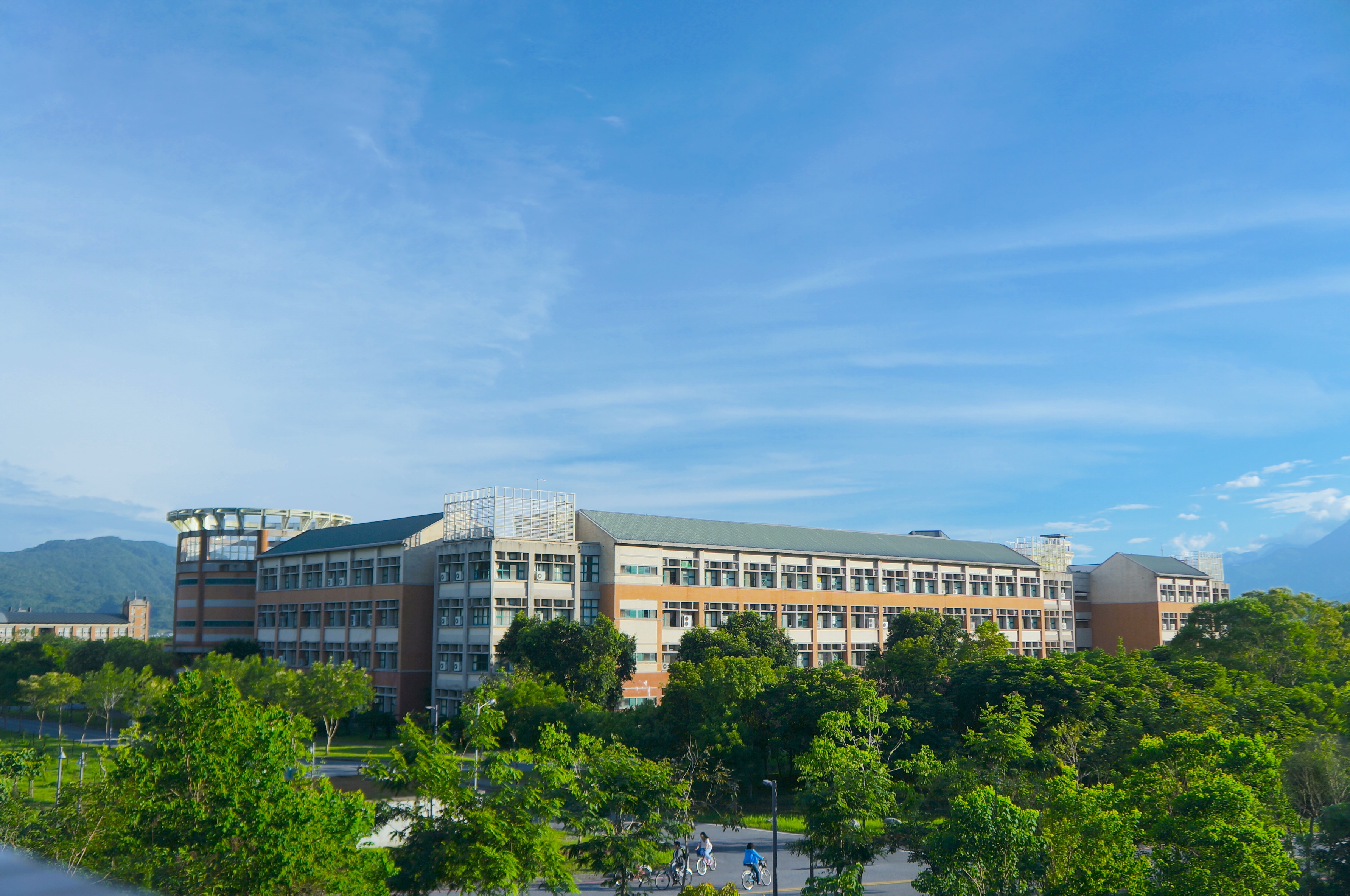
Колледж науки и техники NDHU, корпус II

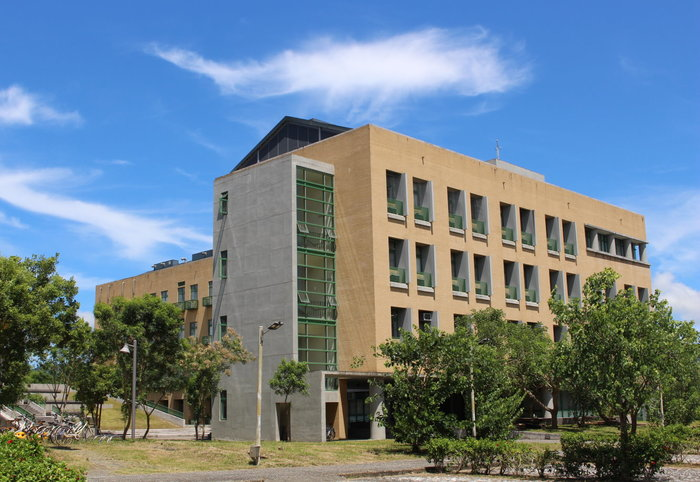
Колледж науки и техники NDHU, корпус III

Колледж науки и техники (CSAE) основан Ся Ю-Пин, профессором кафедры Калифорнийского технологического института и Йельского университета.
CSAE NDHU имеет 8 кафедр: прикладной математики (AM), физики (PHYS), наук о жизни (LS), химии (CHEM), электротехники (EE), компьютерных наук и информационной инженерии (CSIE), материаловедения и инженерии (MSE), оптоэлектронной инженерии (OEE). Колледж предлагает более 40 программ на получение степени бакалавра, магистра и доктора.
В 2021 году в рейтинге университетов мира Times Higher Education по предметам NDHU занял 5-е место в области компьютерных наук, 8-е место в инженерии и 8-е место в физических науках на Тайване, что является лучшей позицией, когда-либо достигнутой любым университетом в Восточном Тайване. В глобальном рейтинге академических предметов ARWU NDHU занял 4-е место в области электротехники и электронной инженерии на Тайване, уступая только Национальному тайваньскому университету (NTU), Национальному университету Ян Мин Цзяодун (NYCU) и Национальному университету Цинхуа (NTHU).

### Колледж менеджмента

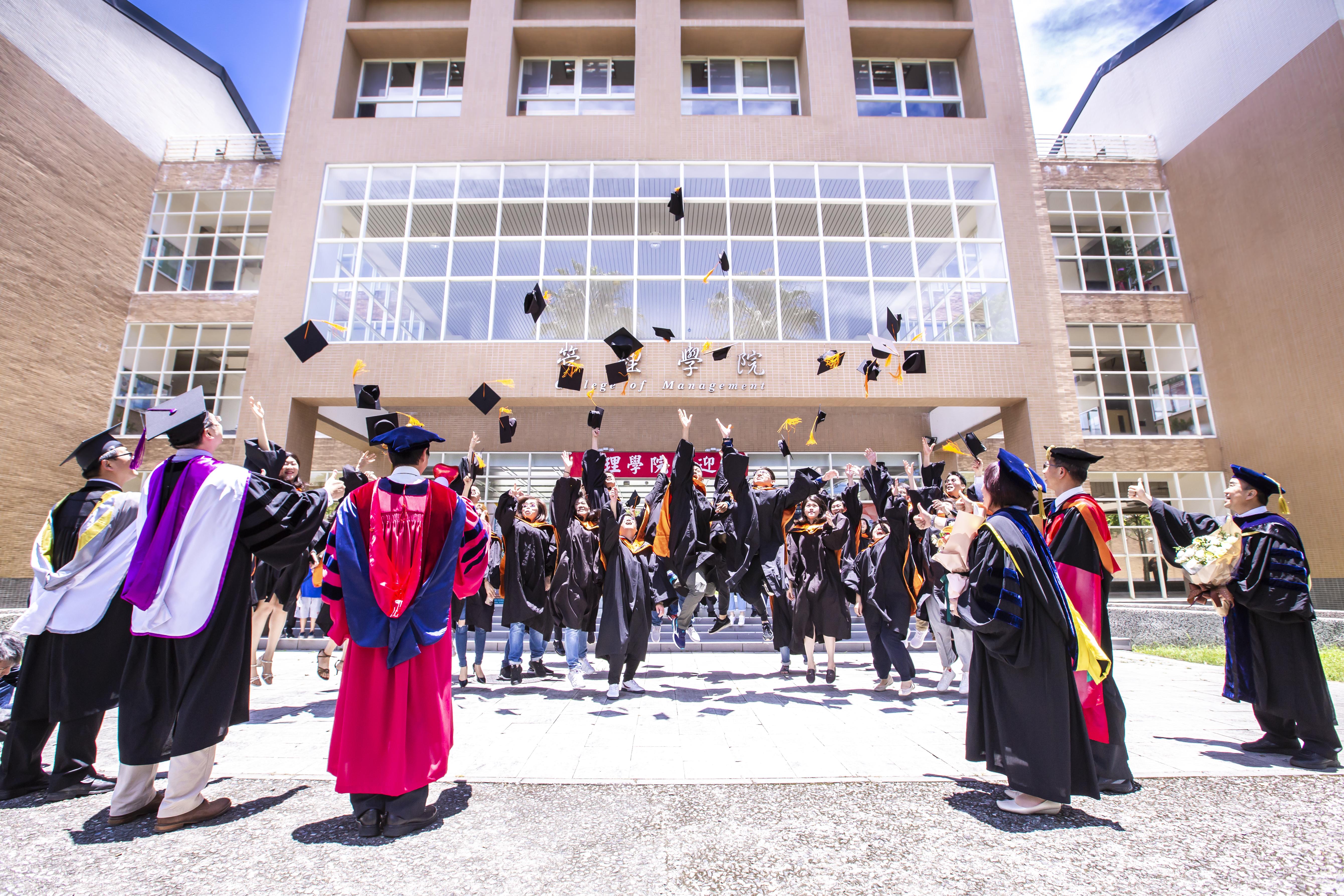
Колледж менеджмента NDHU

Колледж менеджмента NDHU был основан как Высший институт делового администрирования в 1994 году. Он имеет шесть академических отделов и аспирантуру: деловое администрирование, международный бизнес, финансы, бухгалтерский учёт, управление информацией, управление логистикой, туризм, отдых и досуг (TRLS). Колледж предлагает программы на получение степени — бакалавриат, MBA, MIM, EMBA, MSc, PhD и двойную степень с зарубежными университетами-партнёрами.
В 2021 году в глобальном рейтинге академических предметов ARWU Колледж менеджмента NDHU занял 101—150-е место в мире по управлению гостиничным бизнесом и туризмом, имея одинаковый статус с Университетом Индианы в Блумингтоне, Университетом Иллинойса в Урбане-Шампейне и Университетом Оттавы.

### Педагогический колледж Хуаши
Педагогический колледж Хуа-Ши восходит к тайваньской провинциальной нормальной школе Хуалянь, основанной в 1947 году в качестве одной из девяти эксклюзивных школ, предназначенных для детей младшего возраста и начального образования на современном Тайване. Хуа-Ши был первым учебным заведением на Тайване, предложившим степень бакалавра медицины и доктора философии в области мультикультурного образования, которая была самой признанной программой на Тайване. Колледж Хуа-Ши стал одним из 8 колледжей NDHU в 2008 году. В настоящее время Хуа-Ши предлагает более 20 программ: степень бакалавра медицины, степень магистра медицины, магистра наук, докторскую степень по учебной программе и обучению, дошкольное образование, управление образованием, специальное образование, физическое воспитание и кинезиологию, поликультурное образование и научное образование.

### Колледж искусств

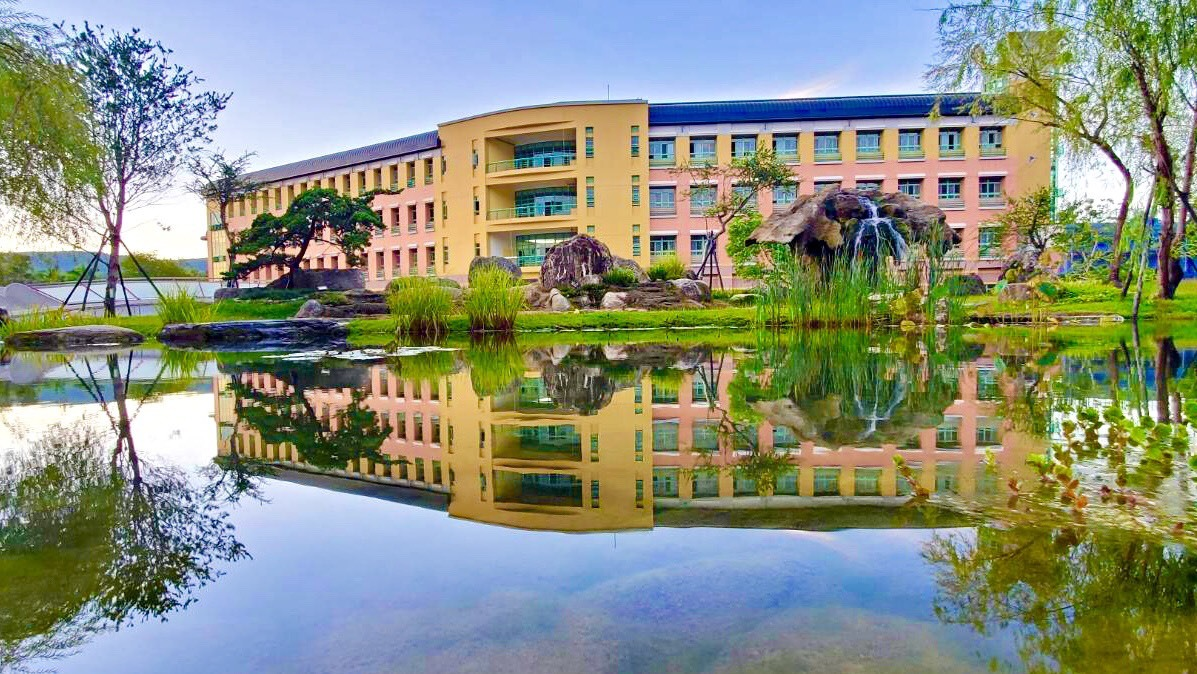
Колледж искусств NDHU

Колледж искусств (ARTS) — первая академия художеств на востоке Тайваня, состоящая из трёх отделений — музыки, искусства и дизайна, искусства и творческой индустрии.
Колледж предлагает семь программ — BM, BA, BFA, MM, MA, MFA, по креативному дизайну, студийному искусству, искусству коренных народов, образованию в области изобразительного искусства, управлению творческой индустрией, музыкальному исполнению, музыкальному образованию.

### Колледж изучения коренных народов

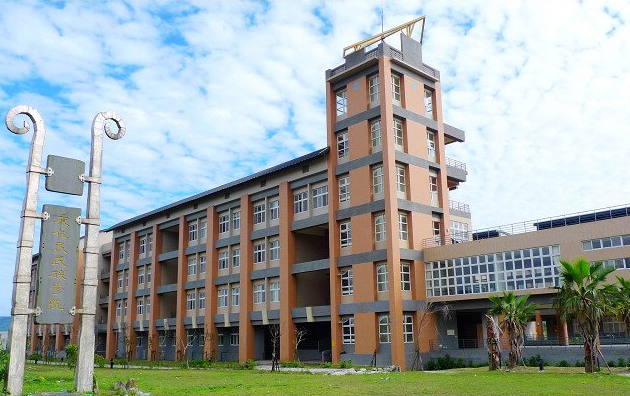
Колледж изучения коренных народов NDHU

Колледж изучения коренных народов (CIS) был первым на Тайване и самым известным учебным заведением по изучению коренных народов в Азии. Основанный в 2001 году, CIS NDHU восходит к Высшему институту этнических отношений и культур, основанному в 1995 году Цзяо Цзяном, профессором антропологии Университета Индианы в Блумингтоне и основателем кафедры антропологии Китайского университета Гонконга.
Колледж был первым учебным заведением на Тайване, получившим степень в области этнических отношений и культур (ERC), искусства коренных народов, развития коренных народов, дел коренных народов, социальной работы коренных народов (ISW) и языка и коммуникации коренных народов (ILC), которое предлагает более 10 программ обучения по этим дисциплинам.

### Колледж экологических исследований
Колледж экологических исследований (CES) был основан в 2009 году путём слияния пяти высших учебных заведений — природных ресурсов и управления, экологической политики, экологического и экологического образования, наук о Земле и биологических ресурсов и технологий в школу экологических исследований.
CES NDHU делает упор на междисциплинарный совместный подход в решении экологических проблем со своим единым факультетом — Департаментом природных ресурсов и экологических исследований (NRES).
Колледж предлагает четыре программы — степень бакалавра, магистра, доктора наук в области природных ресурсов и экологических исследований (NRES) и степень магистра в области гуманитарных наук и наук об окружающей среде (HES) совместно с Колледжем гуманитарных и социальных наук (CHASS), Колледжем исследований коренных народов (CIS), и пять исследовательских центров — Центр междисциплинарных исследований в области экологии и устойчивого развития (CIRES), Центр исследований по предотвращению стихийных бедствий (CDPR), Центр экологического образования (EEC), Кампусный центр окружающей среды (CCE) и Центр исследования землетрясений Восточного Тайваня (ETERC).

### Колледж морских наук

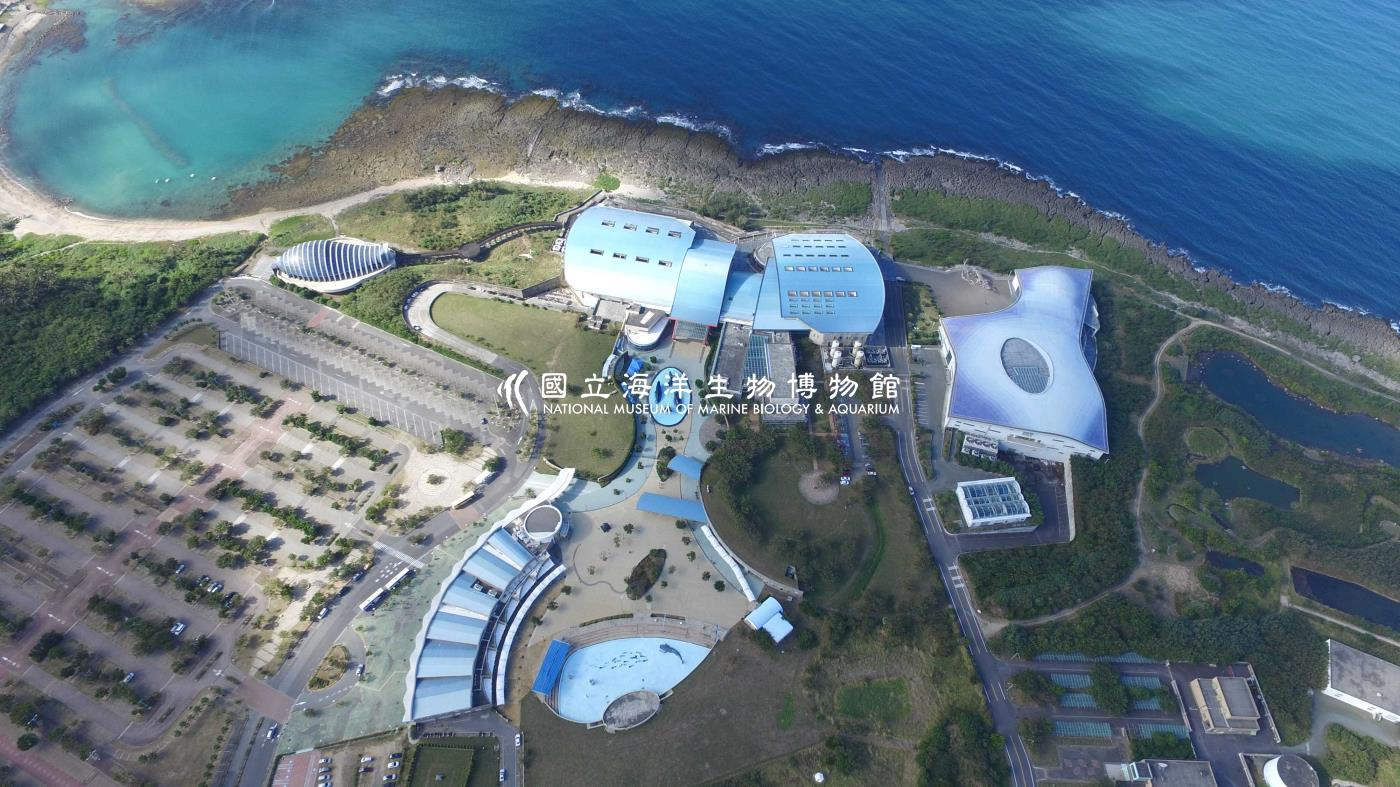
Национальный музей морской биологии и аквариум

Колледж морских наук — это аспирантура NDHU, основанная в 2005 году в результате академического сотрудничества с Национальным музеем морской биологии и аквариумом (NMMBA) в национальном парке Кэньдин. Колледж создал Высший институт морской биологии (GIMB), который предлагает три программы: степень магистра в области морской биотехнологии, степень магистра в области морского биоразнообразия и эволюционной биологии и степень доктора философии в области морской биологии.

## Репутация и рейтинги

### Исследовательская работа
Национальный университет Дун-Ва считается одним из ведущих исследовательских институтов Тайваня. NDHU занимает 7-е место среди университетов Тайваня с наибольшим вкладом в исследования в индексе CNCI, который проводится Министерством образования.
NDHU имеет наибольшее влияние на исследования в области компьютерных наук (№ 1 по цитированию на Тайване, 149-е место в мире) и инженерии (№ 3 по цитированию на Тайване) в мировом рейтинге университетов Times Higher Education.
В рейтинге университетов по академической успеваемости NDHU занял первое место в области исследований на Тайване в области информационных и компьютерных наук. В академическом рейтинге университетов мира NDHU занял 5-е место на Тайване по электротехнике и электронной инженерии (401—500 в мире) и 5-е место на Тайване по гостиничному и туристическому менеджменту (101—150 в мире).
Магистерская программа NDHU по этническим отношениям и культурам выбрана как программа Фулбрайта, которая считается ведущей программой в области этнических и культурных исследований в Азии Институтом международного образования и финансируется правительством США.

### Приём
Приём на программу бакалавриата, междисциплинарную Шуюэнь Рифт-Валли (縱谷跨域書院), является одним из самых избирательных программ бакалавриата на Тайване. При наборе студентов на программу осени 2021 года NDHU принял лишь 7,1 % кандидатов.

### Партнёрство
NDHU имеет академические партнёрские отношения в области обучения и исследований с более чем 440 университетами Америки, Азии, Океании, Европы, Ближнего Востока и Африки, включая Эдинбургский университет, Калифорнийский университет в Сан-Диего, Университет Пердью в Уэст-Лафайет, Свободный университет Берлина, Мангеймский университет, Университет Нового Южного Уэльса в Сиднее, Токийский технологический институт, Пекинский университет и Фуданьский университет в Шанхае.
NDHU управляет двумя зарубежными центрами китайского языка в Университете Говарда и Оклендском университете в США при поддержке Министерства образования и Министерства иностранных дел, чтобы обеспечить высококачественное обучение китайскому языку в университетах-партнёрах. NDHU также выбран одним из девяти университетов в программе «Стипендия по связям между Тайванем и Европой» Министерства иностранных дел для расширения академического сотрудничества и обучения китайскому языку с европейскими университетами и выбран одним из пяти университетов в «Программе развития элитных талантов Африки» с Национальным университетом Тайваня, Национальным тайваньским педагогическим университетом; Министерство образования расширит академическое влияние Тайваня на Африку.
NDHU также устанавливает академические партнёрские отношения с научно-исследовательскими институтами, включая Academia Sinica, Национальный музей морской биологии и аквариум, Национальный центр исследований в области инженерии землетрясений, Центральную геологическую службу, Центральное бюро погоды, Центр Европейского Союза на Тайване, Институт передовых технологий обороны.

### Рейтинги
NDHU обычно входит в 10 % лучших университетов Тайваня по рейтингу университетов мира Times Higher Education, рейтингу QS World University Rankings и глобальному рейтингу университетов USNews.

#### Рейтинги университетов
- 5 лучших университетов с высоким потенциалом на Тайване по рейтингу THE Young University Ranking

В 2021 году NDHU вошёл в пятёрку лучших университетов с высоким потенциалом на Тайване и занял 251—300-е место в мире в рейтинге Times Higher Education World University Rankings.
- 10 лучших университетов Тайваня по рейтингу THE World University Ranking

В 2020 году NDHU занял 10-е место на Тайване в рейтинге Times Higher Education World University Rankings. С точки зрения цитирования исследований и международных перспектив, NDHU занимает 9-е и 7-е места на Тайване в рейтинге университетов мира по высшему образованию за 2021 год.
- 7 лучших национальных университетов Тайваня

NDHU был избран Национальным университетом № 7 в «10 лучших национальных университетов» по оценке всех президентов высших учебных заведений Тайваня.

#### Рейтинги по областям знаний
- Топ-4 в области электротехники и электроники на Тайване по версии ARWU

Программа NDHU по электротехнике и электронной инженерии (E&EE) занимает 4-е место на Тайване и 401—500-е место в мире по глобальному рейтингу ARWU, соответственно, имеет равный статус с Университетом Райса, Университетом Миссури и Университетом Иллинойса в Чикаго.
- Топ-5 в компьютерных науках на Тайване по версии THE

Программа NDHU по информатике занимает 5-е место на Тайване и 301—400-е место в мире в мировом рейтинге университетов 2022 года по предметам, имея равный статус с Университетом Макмастера, Университетом Флориды и Университетом Кейс Вестерн Резерв. С точки зрения цитирования исследований, NDHU занимает первое место как самый влиятельный университет в области компьютерных наук на Тайване.
- 7 лучших инженерных школ Тайваня по версии THE

Инженерные программы NDHU занимают 7-е место на Тайване и 600—800-е место в мире в мировом рейтинге университетов 2022 года по предметам.
- Топ-4 в гостиничном и туристическом менеджменте на Тайване по версии ARWU

Программа управления гостиничным бизнесом и туризмом NDHU занимает 4-е место на Тайване и 101—150-е место в мире в глобальном рейтинге академических предметов ARWU, который имеет равный статус с Университетом Иллинойса в Урбане-Шампейне, Университетом Индианы в Блумингтоне и Университетом Оттавы.
- 6 лучших университетов в области гуманитарных наук, социальных наук, права и бизнеса на Тайване по версии GVM

NDHU был выбран одним из «6 лучших университетов в области гуманитарных наук, социальных наук, права, бизнеса (文法商)» по версии Global Views Monthly (GVM;遠見雜誌), что является лучшей позицией для любого университета в Восточном Тайване.

#### Другие награды
- Топ-10 Premier Mandarin Center на Тайване

В 2021 году NDHU был выбран Министерством иностранных дел и Министерством образования в качестве 10 лучших учебных центров китайского языка для совместного продвижения проекта международного сотрудничества в области обучения китайскому языку в США и Европе. NDHU также создаёт центры китайского языка в Говардском университете и Оклендском университете, которые отбирают квалифицированных преподавателей китайского языка для продвижения обучения китайскому языку в университетах-партнёрах.
- Лидерская и управленческая команда года в Азии по версии THE Awards Asia

В 2019 году NDHU был признан «Лидерской и управленческой командой года в Азии», в которую входят Национальный университет Сингапура и Национальный университет Малайзии по версии THE Awards Asia 2019.

## Известные выпускники
- Йога Линь[англ.], известный тайваньский поп-певец
- Тан Чжи-Мин, директор-основатель дочерней старшей школы Национального университета Чэнчи[англ.], почётный профессор Высшего института управления и политики Национального университета Чэнчи, директор департамента образования правительства города Тайбэй[англ.][72].
- Ву Ву-Сюн, 13-й директор Тайбэйской муниципальной средней школы Цзяньго[англ.], 1-й средней школы на Тайване[73].
- Лю Вэйчжи, член совета директоров Advantech, крупнейшего в мире поставщика промышленных ПК и промышленных IoT-решений и платформ[74][75].
- Ван Цзя-цзин, вице-президент Google Inc. на Тайване[76].
- Ван Чжэнбан, член мужской сборной Китайского Тайбэя по стрельбе из лука, завоевавшей серебряную медаль на летних Олимпийских играх 2004 года.